# Sceloporus aureolus
Sceloporus aureolus (східна тріщинна купинна ігуана) — вид ігуаноподібних ящірок родини фриносомових (Phrynosomatidae). Ендемік Мексики.

## Поширення і екологія
Східні тріщинні купинні ігуани мешкають в горах на заході центрального Веракрусу, на півночі Оахаки та в центрі і на півдні Пуебли. Вони живуть в первинних і вторинних гірських дубових рідколіссях, в сосново-дубових і соснових лісах та на сільськогосподарських угіддях. Зустрічаються на висоті від 1885 до 2730 м над рівнем моря. Ведуть денний спосіб життя, трапляються в тріщинах серед скель. Живляться кониками, попелицями, цикадками, клопами, мурахами, осами, метеликами та їх личинками, жуками і мурахами, а також доповнюють свій раціон рослинним матеріалом, особливо взимку. Є живородними.